# 布板信号
布板信号（ふばんしんごう）は、地上部隊から飛行機への通信法の1つである。

## 大日本帝国軍の布板信号
大日本帝国軍の場合、白色及び赤色の布製の信号板である。これによって地上から飛行機に通信所の位置、部隊号、方向標示が示され、また簡単な事項が伝達される。
布板信号は地上部隊、ことに砲兵が空中観測による射撃手の実施、その他の事項の連絡用として行われるもので、通常は慣用信号、射撃観測用信号、軍隊区分および部隊標示信号、任務付与信号、通報事項用信号および予備用として多くの不宜信号が含まれる。
砲兵用のそれは、「数字布板」と「標示布板」とがあった。その他の兵種用の布板信号も、おおむね砲兵用に準じていた。

### 数字布板
数字布板は、「隊号布板」と「指数布板」とがあった。
隊号布板は、基板1枚のほかに、隊号標示布として矩形布1枚、三角形布2枚が付けられ1組とされ、部隊号および対空通信所が標示される。基板は、3m × 5m で、表は白色、裏は雪地用の赤色である。矩形布は、1m × 3m で、表は白色、裏は雪地用の赤色である。三角形布は、1辺が 1m の正三角形である。
指数布板は3枚1組で、隊号布板と併用されるものであり、数字が表されその数字に意味が与えられて通信される。指数布板は、一位指数布板は白色であり、十位指数布板は長辺を3つに分ける形で白色、赤色、白色であり、百位指数布板は短辺を3つに分ける形で白色、赤色、白色である。これらもまた裏は雪地用で、表と色は異なる。

#### 数字布板による数字の標示
これらによって数字を標示するには、まず敵に対して正対して矩形布板を横に（長辺を左右方向にして）置き、その後方 2m に基板を置く。指数布板は、矩形布板及び基板の周囲に置いて、その位置によって数字が表される。以下、記述の便宜上、時計の文字盤の短針の位置で角度を示す。すなわち、かりに機上から見て、矩形布板が長辺を3時 - 9時の方向に置かれ、機上の見者は12時の方向を向いているとする。指数布板の置かれた位置が矩形布板の左下の頂点から見て9時の方向にあれば 8 であり、左上の頂点から見て10時30分の方向にあれば 9 であり、上辺の中央から見て12時の方向にあれば 0 であり、右上の頂点から見て1時30分の方向にあれば 1 であり、右下の頂点から見て3時の方向にあれば 2 である。
また基板の左下の頂点から見て9時の方向にあれば 7 であり、左下の頂点から見て7時30分の方向にあれば 6 であり、
下辺の中央から見て6時の方向にあれば 5 であり、右上の頂点から見て4時30分の方向にあれば 4 であり、
右下の頂点から見て3時の方向にあれば 3 である。ただしたとえば 88 のように、同じ数字が2個重なる場合は、十位指数布板を基板の近くに置き、指数板の間隔は 3m とする。
今仮に、868 という数字を伝達しようとすると、矩形布板と基板をしかるべく置くことは上述の通りである。ついで、矩形布の手前左の頂点から9時の方向に 3m 隔てて百位指数布板を置き、800を表し、ついで、百位指数布板からさらに9時の方向に 3m 隔てて一位指数布板を置いて、8を表す。（矩形布、百位指数布板、一位指数布板は手前側長辺が一直線上に連なることになる）ついで、基板の手前左の頂点から7時30分の方向に十位指数布板を置き、60を表す。以上、5布板によって 868 が表される。なお、この場合でいえば、868は単なる数字ではなく暗号的な意味が与えられていることが多い。

### 標示布板
標示布板は、指数布板と同じ寸法で、白色（裏は赤色）で、聯隊及び大隊本部にはそれぞれ10枚ずつ、中隊では3枚を1組とされ、聯隊本部および大隊本部のものは大隊号、中隊号、目標番号、発射弾数、飛行機の服務番号などが併せて標示される。中隊のものは方向標示、故障砲車が標示される場合に使われ、その他に通信筒釣取位置、敵機襲来の警報にも用いられる。

## 陸上自衛隊の対空布板
陸上自衛隊では、対空布板を用いた視覚信号による信号通信が行われることがある。主として、地上整備員の飛行機・ヘリコプターに対する指示・連絡、普通科等の地上部隊のヘリボーン部隊への連絡、敵味方識別等に使用される。